# Helictopleurus cambeforti
Helictopleurus cambeforti är en skalbaggsart som beskrevs av Olivier Montreuil 2005. Helictopleurus cambeforti ingår i släktet Helictopleurus och familjen bladhorningar. Inga underarter finns listade i Catalogue of Life.